# Piscine olympique de Saint-Denis
Piscine olympique de Saint-Denis či Centre aquatique olympique je areál vodních sportů, který se staví ve městě Saint-Denis. Sportoviště bude hostit sportovní akce v rámci letních olympijských her v roce 2024 v Paříži. Nachází se naproti Stade de France, s nímž bude spojen lávkou přes dálnici A1. Budou se zde konat závody ve vodních sportech skoky do vody, vodní pólo a synchronizované plavání. Zadavatelem stavby je Métropole du Grand Paris. Dokončení je plánováno na rok 2023.

## Historie
Od roku 2005 se mělo město Aubervilliers podílet na rozvojovém projektu spojeném s kandidaturou Paříže na olympijské hry v roce 2012. Skládal se z pěti bazénů, včetně jednoho venkovního, a měl pojmout 15 000 diváků na odnímatelných tribunách.
Pařížská kandidatura na letní olympijské hry v roce 2024 projekt znovu obnovila. V červnu 2016 se veřejná zájmová skupina, která měla na starosti nabídku Paříže na olympijské hry v roce 2024, rozhodla zřídit olympijský bazén v Saint-Denis na pozemku, který využívala společnost Engie. Ten se nachází západně od stadionu Stade de France, od kterého jej odděluje Avenue du Président-Wilson.
Po skončení her bude olympijské centrum vodních sportů tvořit vstupní hala, prostor pro plavce, hala s bazénem 50 m × 25 m, 26 m × 25 m na skoky do vody a tribuny s 2500 místy k sezení (další místa během hry jsou odnímatelné). Bude sloužit ke školní výuce, pro sportovní a rekreační plavání a skoků do vody.

## Konfigurace
Olympijské vodní centrum bude splňovat parametry MOV potřebné pro pořádání olympijských a paralympijských her v závodech ve skoku do vody, vodním pólu a synchronizovaném plavání.
V tzv. olympijské konfiguraci zde bude bazén 50 × 25 m, bazén pro skoky do vody 22,20 × 25 m a 6000 míst na tribunách.
Centrum bude využívat tepelně účinného designu s konkávní střechou ze dřeva, která snižuje o 30 % náklady na vytápění. Stavba bude obsahovat 1200 tun biomateriálů a na střeše bude 5000 m2 fotovoltaických panelů, aby se přispělo k tomu, že budova vyrobí nebo rekuperuje 90 % energie, kterou spotřebuje. Nábytek v restauracích, barech a vstupních prostorech bude vyroben ze dřeva získaného na staveništi, zatímco tribuny budou vyrobeny z recyklovaného plastu sesbíraného ze škol v Saint-Denis, se sedadly vyrobenými výhradně z plastových zátek.